# Chvrches
Chvrches (вимовляється як англ. «churches», іноді назва стилізується як CHVRCHES і CHVRCHΞS) — шотландський синті-поп гурт, утворений в 2011 році. Гурт складається з Лорен Мейберрі (вокал, додаткові синтезатори, семплери), Яна Кука (синтезатори, гітара, бас, вокал) і Мартіна Догерті (синтезатори, семплери, вокал).
Chvrches посіли п'яте місце в списку найперспективніших нових музичних талантів Sound ВВС 2013. У березні 2013 року випустили мініальбом Recover. Їх дебютний студійний альбом The Bones of What You Believe вийшов 20 вересня 2013 року.

## Історія

### Заснування і ранні роки (2011—2012)
З 1998 року Ян Кук гастролював з гуртом «Aereogramme», де він виступав у ролі гітариста та займався обробкою звуку. Але у 2007 році група вирішила розформовуватися, не повідомивши причини, але випустивши на той час 4 повноцінні альбоми. Після «Aereogramme», у 2008-му, Кук зі своїм другом створили проєкт під назвою «The Unwinding Hours», який існує і на сьогодні. Тим часом Догерті грав у інді-рок гурті «The Twilight Sad» (з 2003 року).
Перед Chvrches Лорен Мейберрі була членом двох місцевих груп, «Boyfriend/Girlfriend» і «Blue Sky Archives». Також на той час вона працювала позаштатною журналісткою в Глазго.
Ян Кук виробляв мініальбом для «Blue Sky Archives» у вересні 2011 року. Він вирішив розпочати новий проєкт з Догерті та Майберрі. Вони працювали разом сім чи вісім місяців в підвальній студії в Глазго. Результатом стало створення гурту, що був названий Chvrches (через римську « V», щоб уникнути плутанини з запитом «церкви» в інтернет-ресурсах). Гурт заявив, що ця назва групи «немає ніякого релігійного підтексту, [ вони ] просто думали, що це звучало би круто».
|  | «Наша музика була надто незвичною, щоб назвати гурт «заштампованим» буденним словом. Ми довго думали і вирішили назватися «CHVRCHES», тому що це одне жирне слово, яке легко вимовляється», – розповів Мартін Догерті. |

11 травня 2012 року, відбулася прем'єра пісні «Lies». 5 листопада 2012 року гурт випустив офіційний дебютний сингл «The Mother We Share». 5 липня 2012 виконує свій дебютний концерт в «The Artschool Glasgow», Шотландія.

### МініальбомRecover EPта «The Bones of What You Believe» (2013—2015)
У січні 2013 року Chvrches підписав контракт з незалежним лейблом Glassnote Records. 6 лютого 2013 відбувається прем'єра другого синглу «Recover», а 15 липня 2013 вони випустили сингл «Gun».
У липні 2013 року гурт підтримав «Depeche Mode» під час їхнього туру «The Delta Machine». «CHVRCHES» стали хедлайнерами таких фестивалів: «Firefly Music Festival», «SXSW», «Field Day», «Canadian Music Fest», «Sasquatch!», «The Great Escape», «Firefly Music Festival», «Pitch Festival», «T in the Park», «Electric Picnic», «Melt! Festival», «Summer Sonic», «Pukkelpop», «Reading Festival». Гурт грав на розігріві у «Discopolis», «School of Seven Bells», «Passion Pit», «Two Door Cinema Club».
20 вересня 2013 світ побачив дебютний альбом гурту The Bones of What You Believe, який містить в собі такі сингли, як «The Mother We Share», «Recover» and «Gun». За словами Лорен Мейберрі, назва альбому походить від ліричної пісні «Strong Hand», яка послугувала скелетом альбому.
Критики зустріли цю платівку з позитивними відгуками та рецензіями. Так, на сайті «Metacritic» альбом отримав рейтинг 80 зі 100, отримавши 37 відгуків з показником «в цілому сприятливо». На музичному сайті «Stereogum» «The Bones of What You Believe» обрано альбомом тижня. Ця платівка посіла 9-те місце в британському чарті, а також 12 в американському чарті «Billboard 200».
Пісня «We Sink» стає офіційним саундтреком FIFA 14.

### Every Open Eye(2015—2016)
Гурт почав запис свого другого альбому в січні 2015 року і 5 червня 2015 року оголосив, що він завершив роботу над ним. Альбом Every Open Eye вийшов 25 вересня 2015 року. Запис альбому відбувався на студії, яка використовувалася і для «The Bones». Для другого альбому характерне збільшення інструментальної різноманітності.
16 липня 2015 року група випустила обкладинку та трек для нового альбому під заголовком «Every Open Eye». Також стала відома дата випуску альбому. Наступного дня вони видали перший сингл альбому «Leave Trace». Цей альбом вийшов 25 вересня 2015 року.
12 серпня 2015 року на YouTube вийшов другий сингл «Never Ending Circles», а 10 вересня 2015 року на YouTube також вийшов третій сингл «Clearest Blue». 19 жовтня 2015 року вийшов четвертий сингл «Empty Threat». Музичне відео було показано 20 листопада 2015 року через YouTube.
Chvrches і Solar Fields створили оригінальну пісню «Warning Call» для відеогри «Mirror’s Edge Catalyst». Вона вийшла 13 травня 2016 року.
У червні 2016 року нова версія «Bury It» із зображенням Хейлі Вільямса вийшов як п'ятий та останній сингл «Every Open Eye» [29]. Музичне відео для пісні було проілюстровано Джеймі МакКелві, де Вільямс демонструє телекінетичні сили.
6 липня Лорен Мейберрі розповіла, що планує почати роботу над новим альбом до кінця року.

### Love Is Dead(2017–дотепер)
Chvrches почав роботу над своїм третім альбомом у лютому 2017 року в Лос-Анджелесі. 24 лютого Дейв Стюарт з Eurythmics підтвердив, що він був у студії, працюючи з групою. 12 грудня було оголошено, що Грег Курстін виступає як продюсер альбому, і робота над проєктом була завершена. 1 січня 2018 року Догерті підтвердив, що альбом вийде через деякий час, наступного року. У січні Мейберрі заявила в інтерв'ю, що альбом буде називатися «Love Is Dead», і оголосила «Get Out» першим синглом з альбому. Пісня вийшла 31 січня 2018 року.
Перед випуском майбутнього альбому, група видалила всі свої сторінки у соціальних мережах, перш ніж опублікувати коротке відео з новим музичним заголовком «GET IN». Список композицій був представлений 26 лютого 2018 року. 29 березня група випустила «Never Say Die» як третій сингл з альбому. 10 квітня група випустила «Miracle» як четвертий сингл з альбому.

## Музичний стиль
Лорен Мейберрі, виступаючи з «Chvrches» на SPIN Party, SXSW (2013), зазначила, що музичний стиль «Chvrches», визначається як електронна музика або синті-поп. В Neon Gold описано їх звук як «безбожний ураган кінетичної енергії поп-музики».
«Chvrches» перебуває під впливом таких діячів музичної індустрії, як Prince, Tubeway Army, Robyn, Laurie Anderson, Depeche Mode, Кейт Буш, Cocteau Twins, Сінді Лопер, Вітні Г'юстон і Еліота Сміта.

## Дискографія
- The Bones of What You Believe (2013)
- Every Open Eye (2015)
- Love is Dead (2018)
- Screen Violence (2021)

## Нагороди і номінації
| Рік  | Нагорода                            | Категорія                                          | Результат     | Прим.         |
| ---- | ----------------------------------- | -------------------------------------------------- | ------------- | ------------- |
| 2012 | BBC Sound of 2013                   | Sound of 2013                                      | Fifth         | [ 31 ]        |
| 2012 | Rober Awards Music Poll             | Most Promising New Artist                          | Номінація     | [ 32 ]        |
| 2013 | Rober Awards Music Poll             | Best Pop Artist                                    | Номінація     | [ 33 ]        |
| 2013 | Rober Awards Music Poll             | Breakthrough Artist                                | Перемога      | [ 33 ]        |
| 2013 | South by Southwest                  | Inaugural Grulke Prize (for Developing Non-US Act) | Перемога      | [ 34 ]        |
| 2013 | Popjustice £20 Music Prize          | Best British Pop Single for «The Mother We Share»  | Перемога      | [ 35 ] [ 36 ] |
| 2014 | A2IM Libera Awards                  | Breakthrough Artist of the Year                    | Перемога      | [ 37 ] [ 38 ] |
| 2014 | The SAY Awards                      | Scottish Album of the Year                         | Номінація     | [ 39 ]        |
| 2014 | NME Awards                          | Best New Band                                      | Номінація     | [ 40 ] [ 41 ] |
| 2015 | Best British Band                   | Номінація                                          | [ 42 ] [ 43 ] |               |
| 2015 | Brit Awards                         | British Breakthrough Act                           | Номінація     | [ 44 ]        |
| 2016 | The SAY Awards                      | Scottish Album of the Year                         | Номінація     | [ 45 ]        |
| 2018 | iHeartRadio Much Music Video Awards | Best Rock/Alternative Artist or Group              | Номінація     | [ 46 ]        |
| 2018 | Best Art Vinyl                      | Best Art Vinyl for Love is Dead                    | Номінація     | [ 47 ]        |
| 2019 | Sweden GAFFA Awards                 | Best Foreign Band                                  | Номінація     | [ 48 ]        |
| 2019 | The SAY Awards                      | Scottish Album of the Year (Longlisted)            | Номінація     | [ 49 ]        |
| 2021 | Consequence's 2021 Annual Report    | Band of the Year                                   | Перемога      | [ 50 ]        |
| 2022 | NME Awards                          | Best Song in the World for «How Not to Drown»      | Номінація     | [ 51 ]        |
| 2022 | NME Awards                          | Best Song by a UK Artist for «How Not to Drown»    | Перемога      |               |
| 2022 | NME Awards                          | Best Band in the World                             | Номінація     |               |
| 2022 | NME Awards                          | Best Band from the UK                              | Номінація     |               |
| 2022 | Denmark GAFFA Awards                | Best International Band                            | В очікуванні  | [ 52 ]        |
| 2022 | Denmark GAFFA Awards                | Best International Album for Screen Violence       | В очікуванні  | [ 52 ]        |